# Dominika (ime)
Dominika je  žensko osebno ime.

## Izvor imena
Ime Dominika, italijansko Domenica, latinsko imena Dominica, je ženska oblika moškega osebnega imena Dominik.

## Različice imena
Doma, Domenica, Domenika, Domenka, Domina, Dominga, Dominka, Domka

## Tujejezikovne različice imena
- pri Italijanih: Domenica

## Pogostost imena
Po podatkih Statističnega urada Republike Slovenije je bilo na dan 31. decembra 2007 v Sloveniji število ženskih oseb z imenom Dominika: 314.

## Osebni praznik
V koledarju je ime Dominika uvrščeno k imenu Dominik; god praznuje 8. avgusta.